# The Well at the World's End

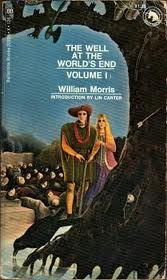
The Well at the World's End cover

The Well at the World's End is een fantasyboek geschreven door de Britse artiest, dichter en schrijver William Morris. Het werd voor het eerst gepubliceerd in 1896 en werd sindsdien diverse keren herdrukt. In augustus en september 1970 verscheen het eveneens in twee delen als het twintigste en eenentwintigste deel van de Ballantine Adult Fantasy serie. 

## Inhoud
Morris heeft voor zijn boek diverse taalelementen gebruikt uit Middeleeuwse verhalen. In dit verhaal speelt Ralph van Upmeads de hoofdrol. Hij is de vierde en jongste zoon van een minderjarige koning. Gedurende het boek gaat Ralph op zoek naar 'ridderlijke avonturen' en zoekt hij de Well at the World's End, een magie die een soort 'halve-onsterfelijkheid' kan oproepen. 
Ralp ontmoet onder andere een mysterieuze dame die van de magie 'drinkt', en ze worden uiteindelijk geliefden. Later wordt ze echter gedood en samen met de hulp van Ursula, een andere vrouw, bereikt Ralph dan toch de Well.

## Inspiratie
Onder andere C.S. Lewis als J.R.R. Tolkien  zijn geïnspireerd door The Well at the World's End. Zo vloeiden uit het verhaal onder andere Lewis' "Koning Peter" voort en Tolkiens "Shadowfax". 
In een brief uit oktober 1914 aan zijn toekomstige vrouw schreef Tolkien: "Naast enkele verhalen die ik probeer te schreven [van het Finse Kalevala]... probeer ik ook een kortverhaal te schrijven met lijnen die doen denken aan Morris's romantiek met stukken poëzie ertussen."